# 퀴외스티 레흐토넨
퀴외스티 에밀 "쾨피" 레흐토넨(핀란드어: Kyösti Eemil "Köpi" Lehtonen, 1931년 3월 13일 ~ 1987년 11월 15일)은 핀란드의 레슬링 선수였다. 그는 올림픽에 3번 출전했다. 그는 1956년 올림픽에서 금메달을 획득했고, 1960년 올림픽에서 5위를 했다. 이전에 그는 1953년과 1955년 세계 선수권 대회에서 2개의 은메달을 획득했다. 레흐토넨은 1964년 올림픽 이후 은퇴했다. 이후 그는 노르웨이와 덴마크, 핀란드 레슬링 국가 대표팀 코치로 고용되었으며, 핀란드 레슬링 연맹의 이사회 위원으로 선출되었다.